# Sant Jeroni de Cotalba

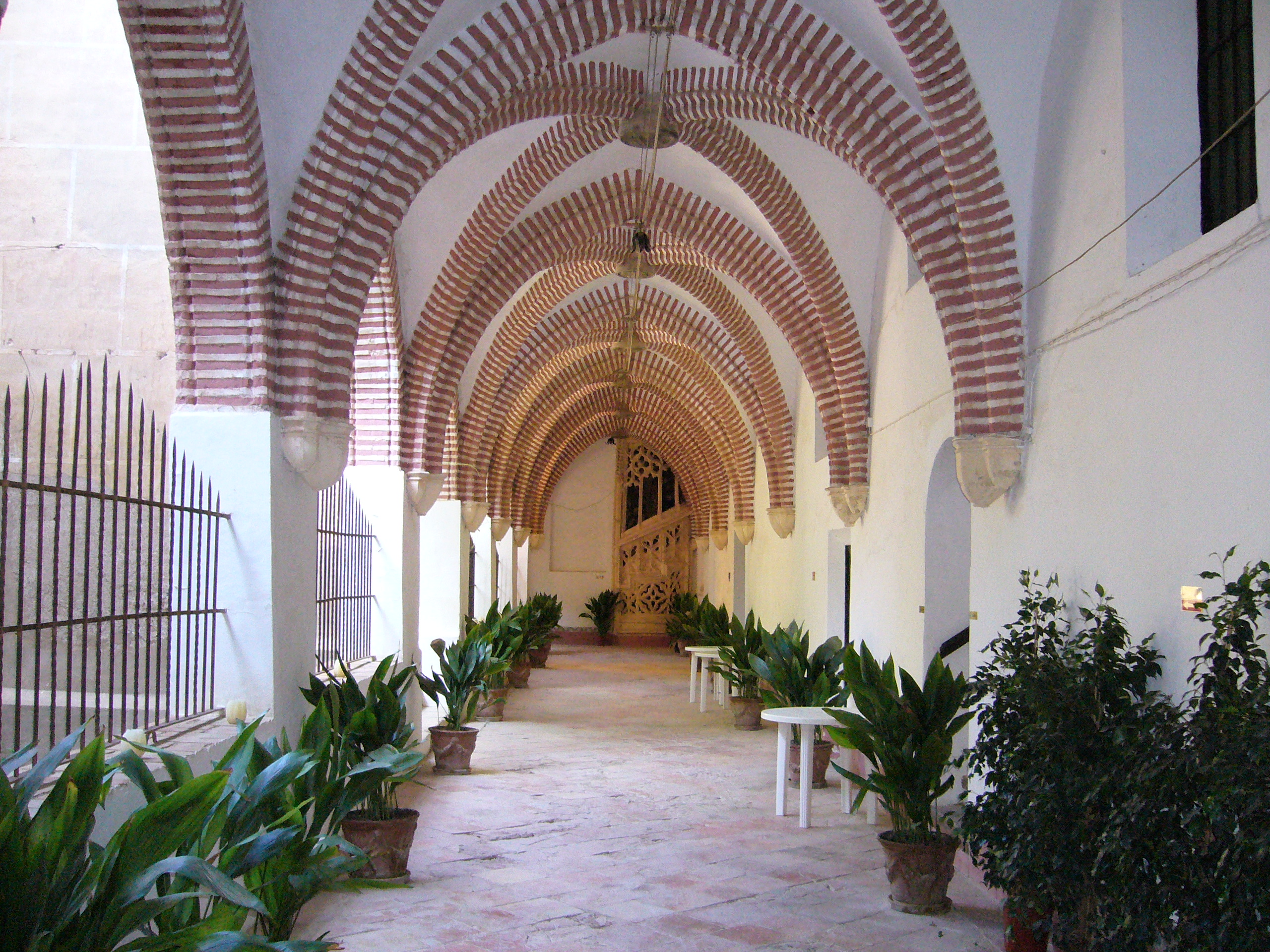
Claustre i escala

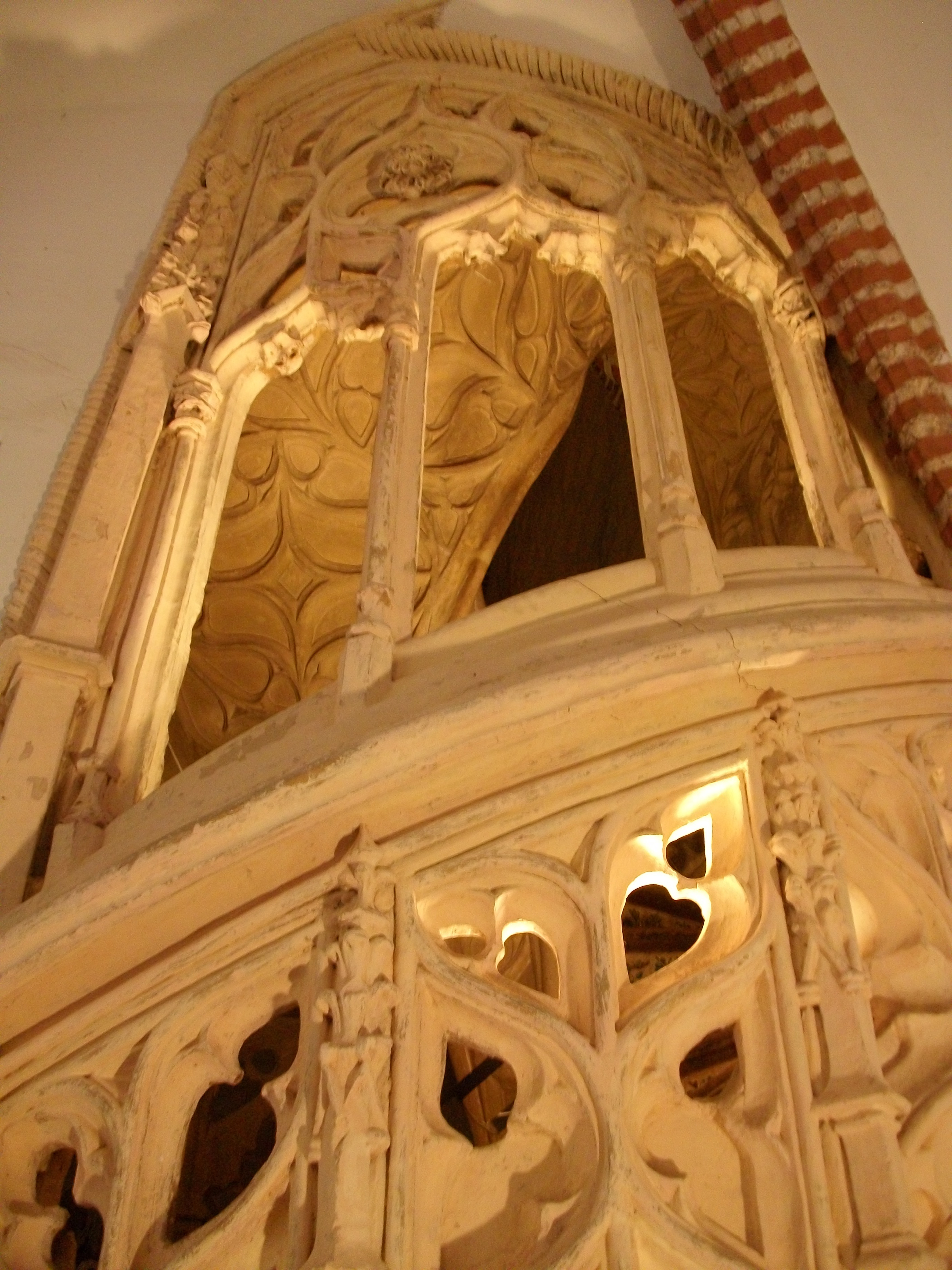
Escala d'estil gòtic flamíger, junt a la sala capitular

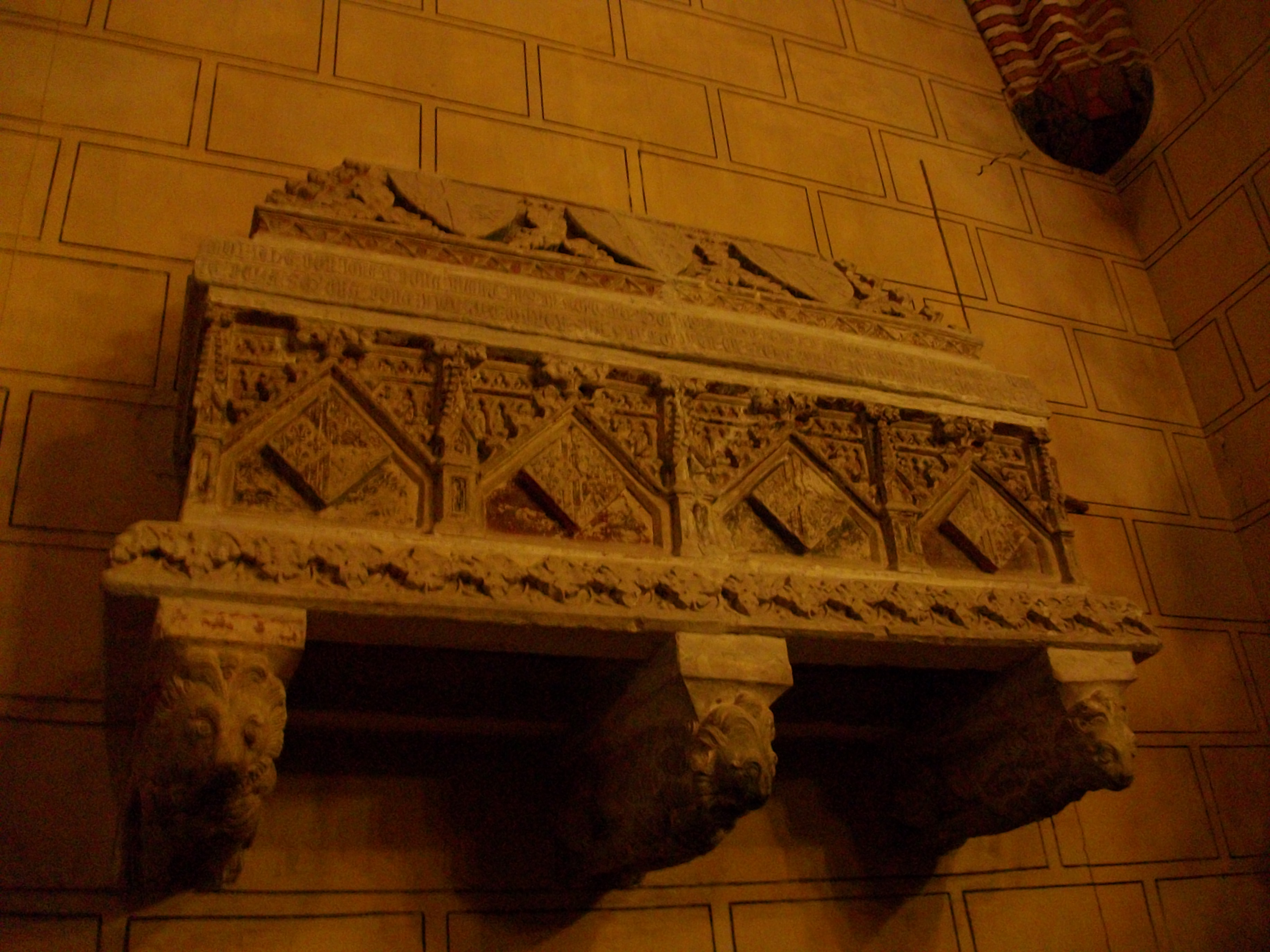
Sarcòfag dels fills d'Alfons el Vell

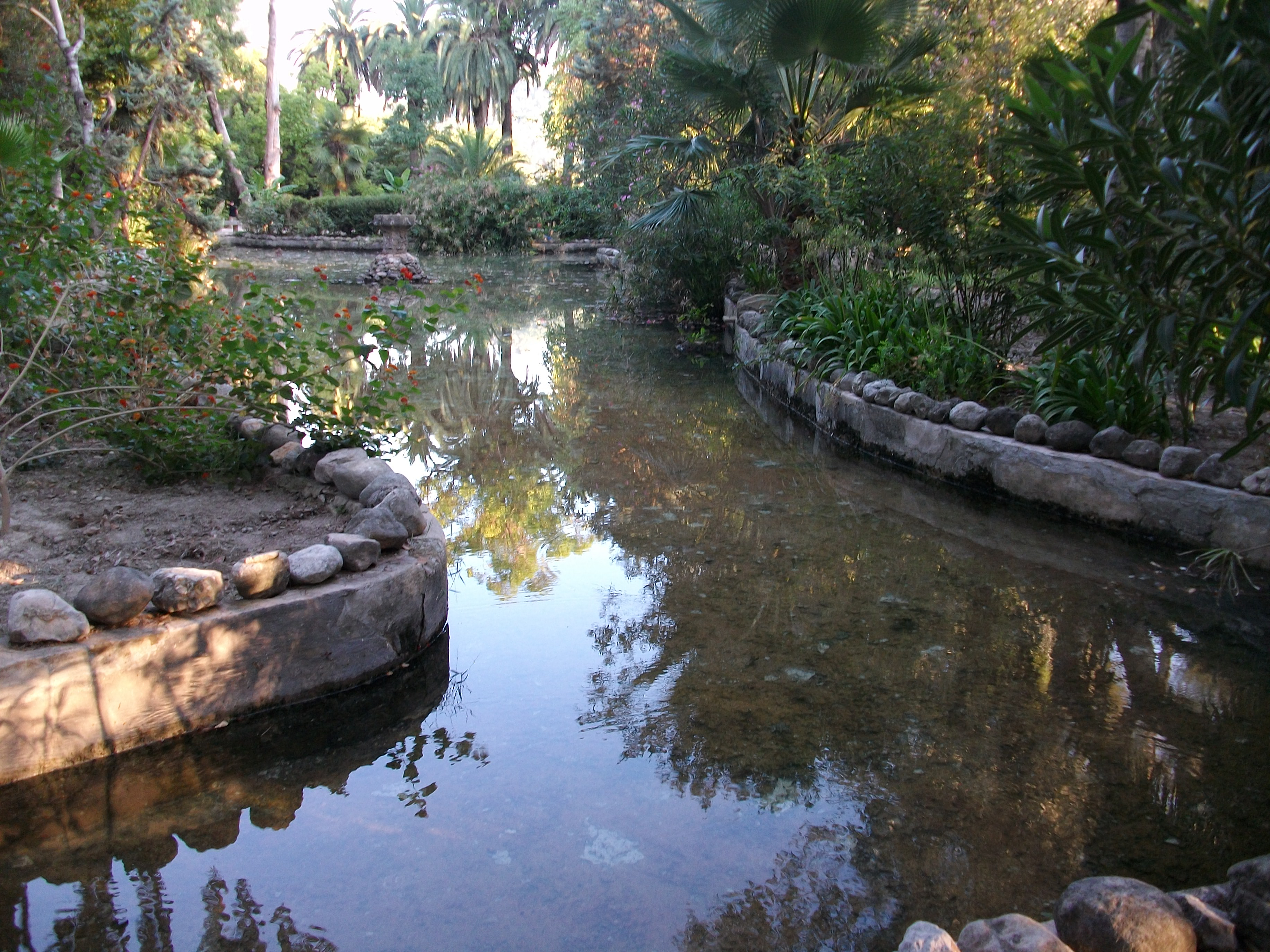
Jardins romàntics del monestir, de principis del s. XX

El Reial monestir de Sant Jeroni de Cotalba és un monestir fundat pel duc reial de Gandia Alfons el Vell en l'any 1388 i va acollir la primera comunitat jerònima de l'antiga corona d'Aragó. Està situat al terme municipal d'Alfauir, al costat de Ròtova, a la comarca de la Safor, País Valencià.

## Història
El monestir s'aixeca sobre el Tossalet de Cotalba en el terme municipal d'Alfauir. Es tracta d'una de les construccions monàstiques més notables del País Valencià, fet que es veu accentuat per la diversitat estilística del seu conjunt que, arrencant d'una primitiva estructura gòtica medieval, es desenvolupa fonamentalment des del segle xvi al xviii.
El 1388, el duc reial Alfons el Vell, net de Jaume II i cosí de Pere el Cerimoniós, impulsa la construcció del monestir, comprant el lloc de Cotalba als musulmans i donant aquest terreny als monjos que provenien del monestir de Sant Jeroni de la plana de Xàbia, on s'havien establert el 1374 perquè es traslladen allí, ja que el lloc era presa freqüent d'atacs de pirates i Cotalba suposava un lloc molt més segur. Més tard, el seu fill Alfons el Jove continuarà amb la construcció del monestir.
Pel que fa a l'edificació del monestir, segons les cròniques, va ser Pere March, pare del conegut poeta valencià Ausiàs March, com a majordom del duc de Gandia, l'encarregat d'organitzar i idear l'edificació del monestir. L'íntima relació de la família March amb aquest monestir queda reflectida en l'edificació d'una capella a l'església i l'enterrament de diversos dels seus membres en aquesta. En aquest monestir, descansen també les restes de les dues esposes d'Ausiàs March.
Posteriorment, al segle xvi, el monestir romandrà sota la protecció dels Borja, i la duquessa de Gandia, Maria Enríquez de Luna, la qual es va encarregar de realitzar obres d'ampliació al cenobi.
La llegenda popular explica que en el claustre del monestir que es troba al costat de l'església, va predicar sant Vicent Ferrer.
Des de la desamortització de Mendizábal, és propietat de la família Trénor, comerciants d'origen irlandés, a la qual se li deu el bon estat de conservació del monestir i la millor aportació de la qual ha estat el jardí d'estil romàntic de la part nord.
Va ser declarat Bé d'Interès Cultural per la Generalitat Valenciana l'any 1994.

## Arquitectura
Es tracta d'un casal construït entre els segles xiv i XVIII i estructurat al voltant d'un claustre, el qual va ser habitat per una trentena de monjos i els seus servents fins al moment de l'exclaustració definitiva, l'estiu del 1835. Del monestir, destaquen diferents elements constructius amb característiques homogènies: la torre de l'homenatge o de les campanes, l'església, el claustre amb dues plantes, i les dependències del monestir pròpiament dites.
- La torre de l'homenatge o de les campanes és el centre d'atenció de l'edifici, que sobresurt pel seu volum i alçada.
- L'església és un espai únic de planta basilical sense creuer amb la tipologia tradicional i característica del gòtic valencià. S'ordena en quatre trams de volta coberts per arcs de creueria. Conté un presbiteri rectangular amb afegits barrocs i un cor elevat amb volta estrelada. Les capelles laterals se situen entre els contraforts interiors amb sepultures en algunes d'aquestes. La portada, molt deteriorada, és molt senzilla i segueix l'esquema típic d'estructura ogival motllurada.
- Aula capitular, en l'actualitat és la capella de la Mare de Déu de la Salut, resultat de les modificacions fetes en el segle xix. Adossat als seus murs, es troba el sarcòfag en pedra tallada dels fills del duc Alfons el Vell: Joan i Blanca, exemple de l'escultura funerària gòtica valenciana.
- El claustre és el cor del monestir i té dues plantes. El claustre baix és considerat un dels més clars exemples de l'arquitectura gòtica mudèjar del país i es tracta d'un espai policrom obert amb nervadures. A l'angle més proper a l'església, se situa una escala helicoidal quasi flamígera. La part superior del claustre té elements que el situen en el segle xvi, de l'època de govern de la duquessa Maria Enríquez: la coberta amb nervadures medievals s'oposa als arcs rebaixats de l'exterior. El motllurat i la tipologia constructiva són d'estil renaixentista.
- Les dependències monacals. L'interior del monestir presenta a vegades uns recorreguts intricats i tortuosos i presenta variades dependències. El monestir té nombroses sales i salons amb solució constructiva similar, consistents en volta de canó amb arcs torals que reparteixen el pes de la coberta.

El monestir té nombroses dependències annexes per a l'explotació agrícola, algunes de les quals s'han habilitat com a embrió d'un museu etnològic. Hi arriba també l'aqüeducte de Sant Jeroni de Cotalba o de l'Àrcada, aqüeducte que condueix l'aigua des de la font de la Finestra o de Batlamala o , a més de 5 quilòmetres, en terme d'Almiserà, passant per Ròtova.

## Visites
Actualment es pot visitar la pràctica totalitat del monument. Les visites comprenen el pati d'entrada amb la torre gòtica, pati dels tarongers, claustre mudèjar, l'església amb capella barroca, l'antiga sala capitular, l'almàssera, sitja, trull, cavallerisses, l'antiga cuina dels frares, els jardins romàntics i l'aqüeducte gòtic.